# Église de l'Assomption de Massac
L'église Notre-Dame-de-l'Assomption est une église située à Massac, dans le département français de la Charente-Maritime en région Nouvelle-Aquitaine.

## Historique
L'église est inscrite au titre des monuments historiques par arrêté du 12 janvier 1931.